# 594 aC
L'any 594 aC és un any del calendari romà. Durant l'Imperi Romà havia estat conegut com any 160 Ab urbe condita. Aquest any té la denominació actual des de principis de l'edad mitjana, quan es va establir el calentari de l'Anno Domini.

## Esdeveniments

### Europa - Món hel·lènic
- Els líders d'Atenes promouen que Soló (arcont d'Atenes)implementi reformes democràtiques i revisqui la constitució de la ciutat degut a una crisi econòmica i al descontentament popular. Soló estableix l'eclèsia, l'assemblea democràtica d'Atenes en la que hi podien participar tots els homes majors de vint anys.[1] Aquestes reformes legislatives són conegudes amb el nom de legislació de Soló.[2]
- Safo retorna del seu exili a Sicília[1]

### Àsia

#### Mesopotàmia
- Nabucodonosor II reprimeix la rebel·lió a Babilònia.[2]

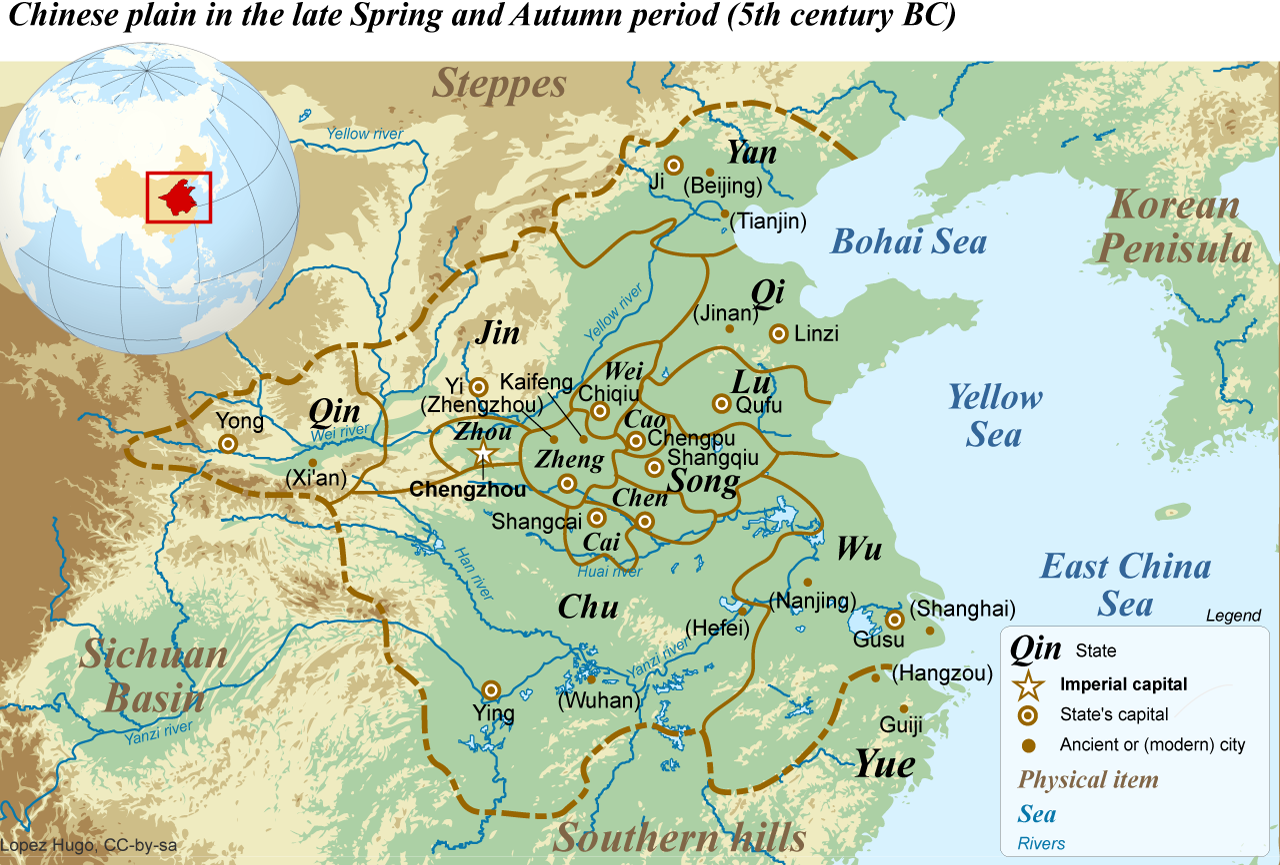
L'Antiga Xina del segle V a.C.

### Antiga Xina
- L'exèrcit Chu sitia la capital Song. Els Song envien un emisari a l'estat Jin.[3]
- Primavera: L'ambaixador de Lu es reuneix amb el governant Chu a Song.[4]
- El príncep Jin volia ajudar als Song, però no ho fa per consell de Bo-zong. Li prometen falsament ajuda a l'emisari song, Jie Yang. Aquest és capturat pels zheng. Els zeng lliuren aquest missatge fals als Chu. El príncep Chu ordena a l'ambaixador que transmeti al poble Song l'ordre de que es rendeixin. De totes maneres, Jie Yang transmet un missatge als Song sobre que els Jin els han promès ajudar-los. El rei Chu ordena a Jie Yang que retorni a la seva terra Jin, on és nomenat Shangqing.[5]
- 5ª lluna: L'emperador Song Hua Yuan es reuneix secretament amb el comandant Chu, Tzu-fan, i informa que a la capital Son s'ha començat a practicar canibalisme. A l'exèrcit Chu només li quedaven 2 dies de provisions i decideix aturar el setge i fer les paus amb els Song.[6] Segons una altra interpretació, el setge dura 5 mesos.[7]
- 6ª lluna: El comandant Jin Xun Lin-fu derrota el chi-di.[8] El dia de Gui-mao, l'exèrcit Jin destrueix el petit principat de Lu, que pertanyia a Chi-di i pren en captivitat el seu príncep, Ying-er.[9]
- A Zhou, el príncep Su, amb l'ajuda dels clans Shao i Mao, intenta prendre el poder però és assassinat.[10] A la sisena lluna, çwang Zhazi mata els governants Shao i Mao.[11]
- 6ª lluna: Qin ataca l'estat de Jin.
- Segons Zuo Zhuan, quan Jing Gong estava en batalla contra Di, durant la setena lluna, el príncep Qin, Huan Gong, ataca Jin i aconsegueix arribar a Fushi. El dia de Ren-Wu, el príncep Jin es dirigeix a Di i entronitza el governant del domini Lu. Els Jin derroten els Qin a Fushi i capturen a Du Hui.[12]
- A la tardor: Plaga de llagostes a Lu. L'ambaixador de Lu, Zhongsun Me es reuneix amb l'ambaixador de Qi, Gao Gu, a Wu-lou.[13]
- A la tardor: A Lu, es parcel·la la terra s'hi estableix un impost sobre els camps.[14] A l'hivern els habitants de Lu pateixen fam degut a la plaga de llagostes.[15]